# Cerkiew Narodzenia Matki Bożej w Różańcu
Cerkiew Narodzenia Matki Bożej – cerkiew prawosławna, unicka i ponownie prawosławna w Różańcu, wzmiankowana pierwszy raz w 1591, istniejąca do 1936. 

## Historia
Pierwsza wzmianka o cerkwi parafialnej w Różańcu pochodzi z 1591. Po unii brzeskiej miejscowa parafia przyjęła jej postanowienia. W 1811 na miejscu starszej świątyni unickiej we wsi wzniesiono nową cerkiew, która jednak nie była już świątynią parafialną, a filią parafii w Babicach. W 1842 unici z Babic postanowili przejść na prawosławie. W tej sytuacji przy cerkwi w Różańcu ponownie otwarto parafię unicką. Gdy w 1875 władze carskie zlikwidowały unicką diecezję chełmską, parafia w Różańcu została włączona do Rosyjskiego Kościoła Prawosławnego. 
Cerkiew istniała we wsi do 1936, gdy została rozebrana z powodu złego stanu technicznego. Po 1918 nie była czynna. Przy świątyni funkcjonował cmentarz grzebalny, który zmieniał przynależność wyznaniową tak samo, jak cerkiew. Na miejscu, gdzie znajdowała się budowla sakralna, znajduje się kamień pamiątkowy. 
Cerkiew w Różańcu była budowlą drewnianą, jednonawową, z wieżą nad przedsionkiem.